# DOTMLPFI
DOTMLPFI (англ. Doctrine, Оrganization, Training, Materiel, Leadership, Personnel,  Facilities, and Interoperability) —  скорочення,  яке використовується у керівних документах НАТО для характеристики напрямів розвитку спроможностей і оборонних потенціалів. Воно походить від слів  доктрина, організація, тренування, матеріальне забезпечення, лідерство, персонал, засоби та взаємосумісність і є одним з ключових понять процесу оборонного планування НАТО. 
В основу цього акроніму  покладено скорочення DOTMLPF (англ. 'Doctrine, Organization, Training, Materiel, Leadership, Personnel,  and Facilities'), яке використовується Міністерством оборони США (англ. United States Department of Defense). і є ключовим поняттям американської системи і процесу розвитку та інтеграції спільних спроможностей (англ. The Joint Capabilities Integration Development System або JCIDS).